# Casilda de Tolède
Casilda de Tolède ou Castille de Tolède ou Casilde de Tolède a vécu en Espagne au XIe siècle. Née peut-être vers 1007 et morte après sa conversion, elle est considérée comme une sainte par l'Église catholique.
Même si son nom figure dans les registres des saints des diocèses de Tolède et de Burgos, les détails de sa vie ne sont connus que par la tradition.

## Vie
Casilde était une jeune musulmane, fille de l'émir de Tolède (Ismaíl al-Záfir ou Yahyâ al-Ma'mûn), alors capitale religieuse de l'Espagne islamique. L'enfant était connue pour sa sollicitude envers les chrétiens emprisonnés qu'elle allait souvent visiter à l'insu de son père.

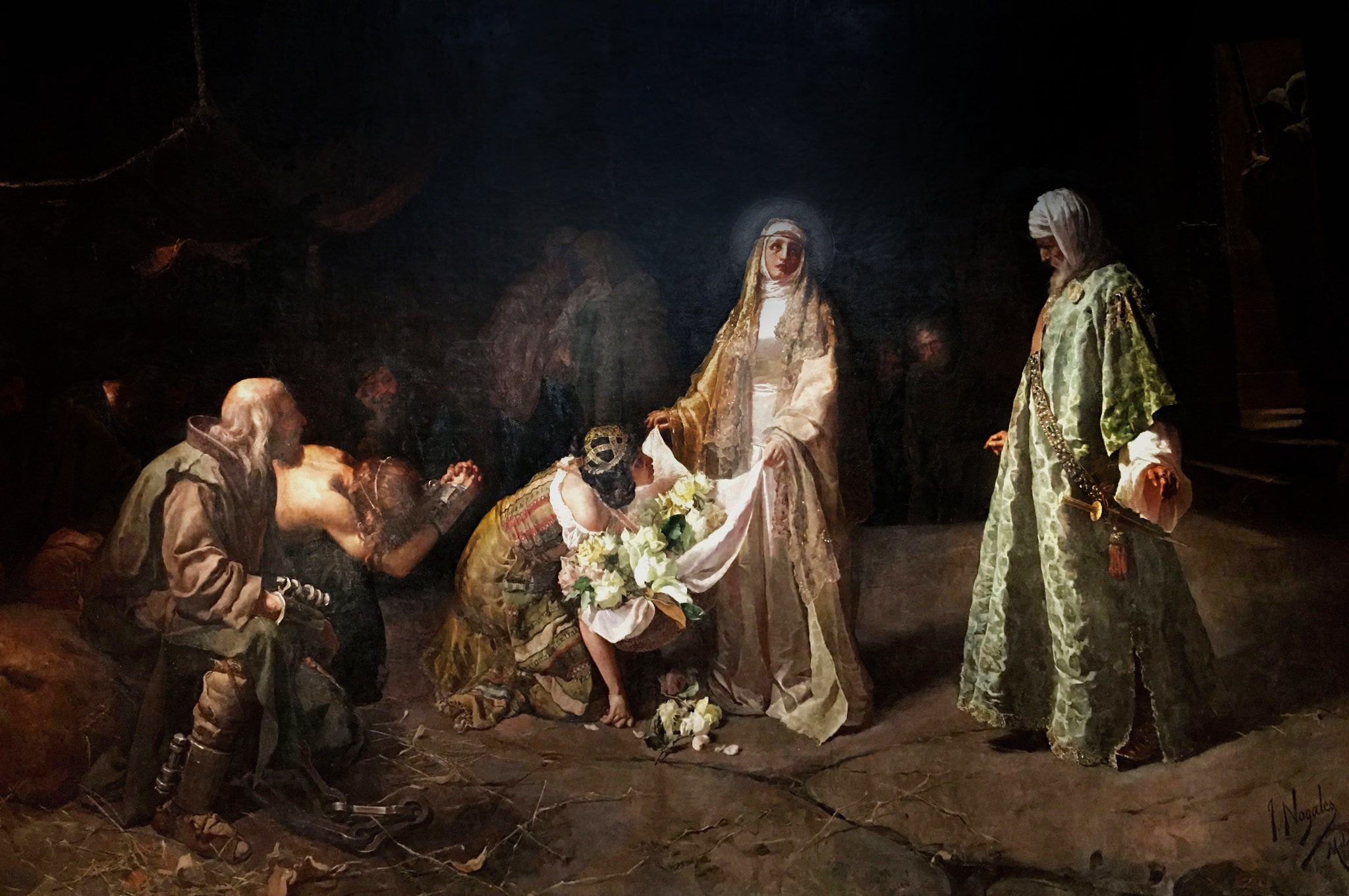
Le Miracle des roses, José Nogales Sevilla (1892), musée de Malaga.

La tradition raconte qu'un jour qu'elle allait leur apporter du pain, son père Al-Ménon II la surprit et la réprimanda, elle ouvrit alors son tablier qui ne contenait plus du pain, mais des roses : on parle du miracle de sainte Castille.
Plus tard, Casilde tomba malade, d'un mal que les médecins du temps ne parvenaient pas à guérir. Ses amis chrétiens la conduisirent à la fontaine San Vincenzo à Briviesca, où elle fut miraculeusement guérie. La tradition indique que Casilde se convertit alors au christianisme.
Elle vécut dès lors en ermite, près de la fontaine miraculeuse. Elle mourut centenaire, toujours dans son ermitage, où de nombreux miracles se produisaient.
Casilde fut inhumée dans l'église de San Vincenzo, ses reliques ayant été transférées ultérieurement dans un nouveau sanctuaire.

## Galerie

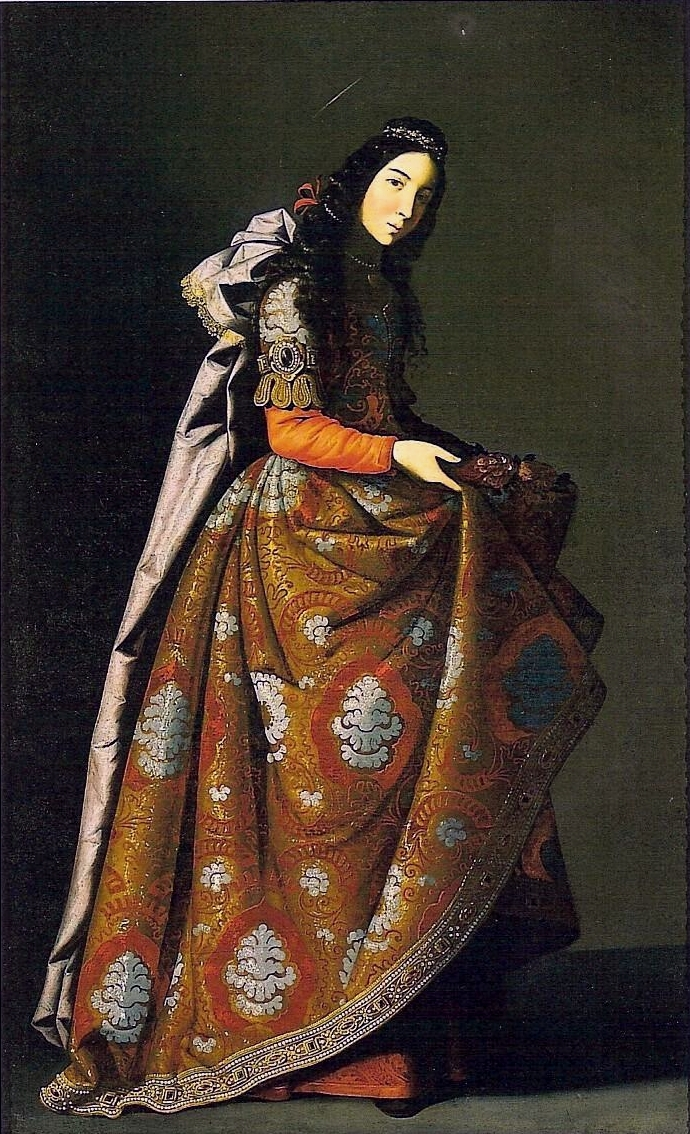
Sainte Casilda, par Francisco de Zurbarán
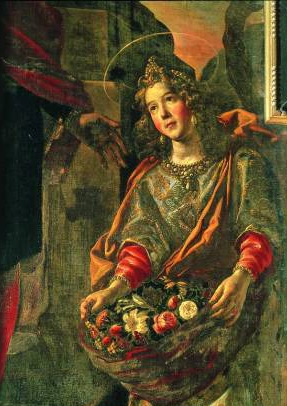
Sainte Casilda, par Juan Andres Ricci
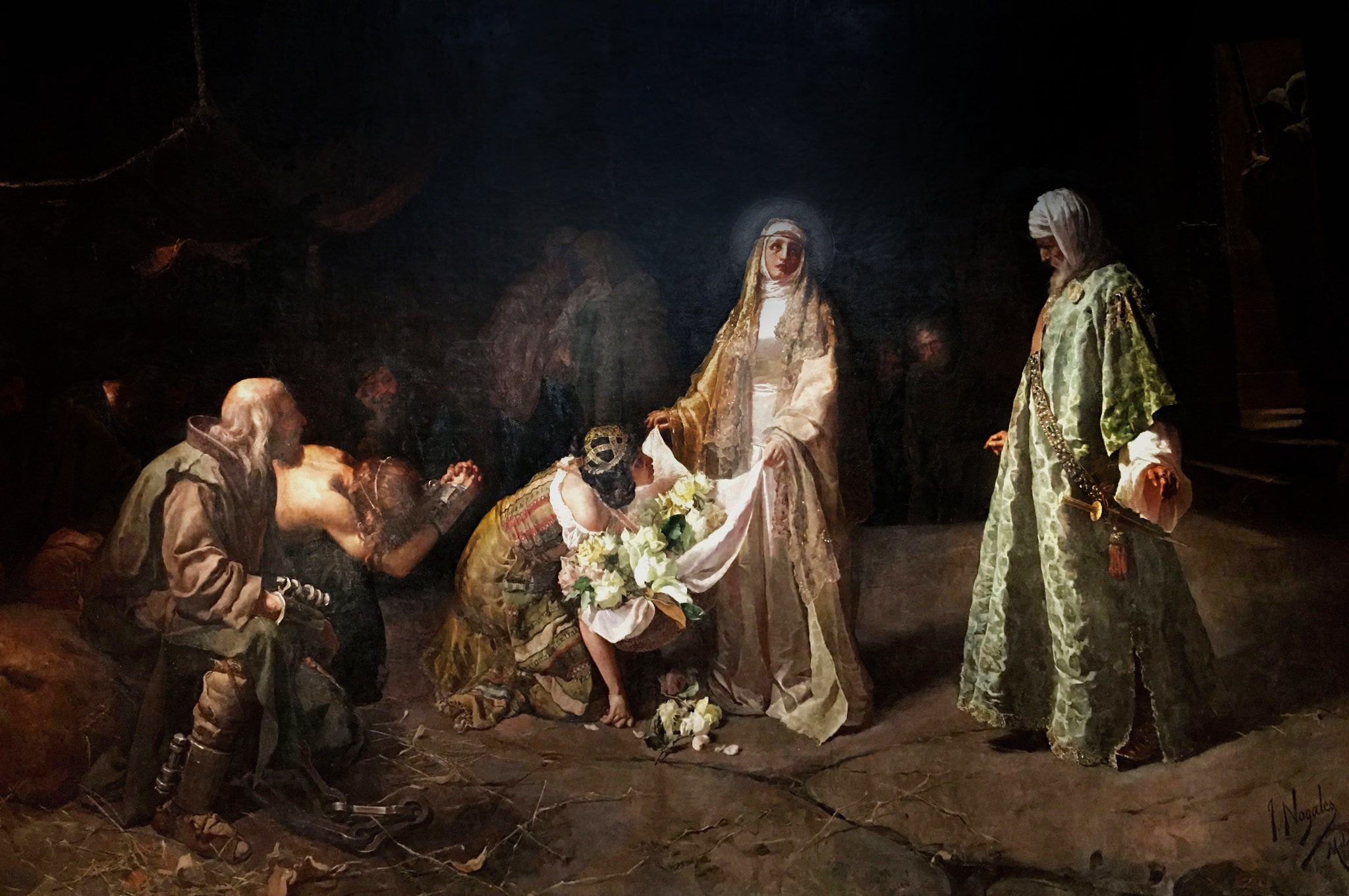
Le miracle des roses; par José Nogales Sevilla
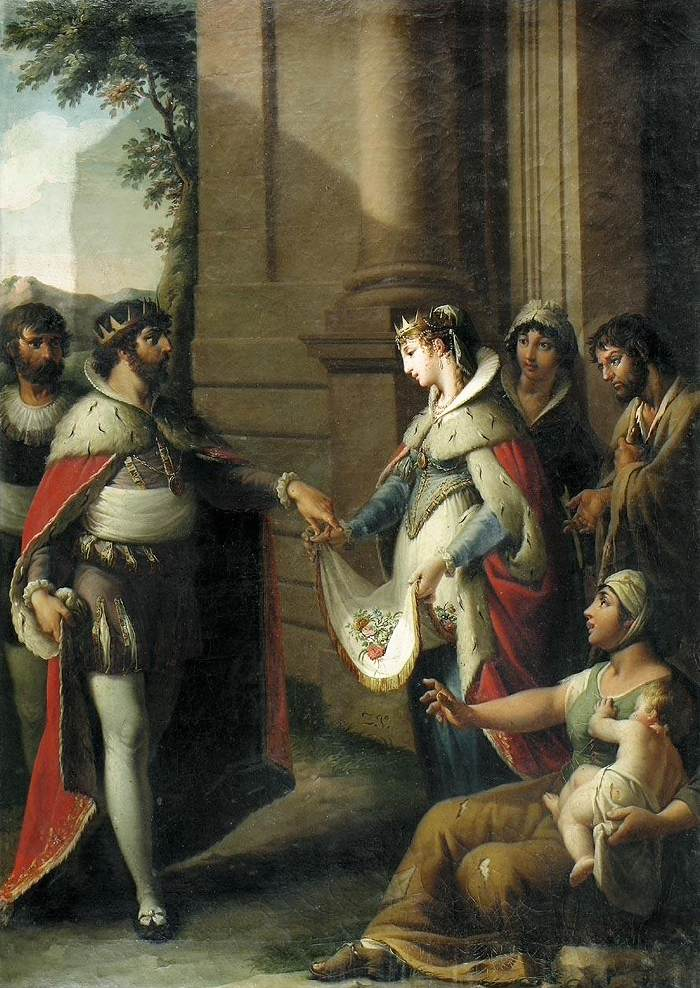
Le miracle de sainte Casilda par Zacarías González Velázquez

## Vénération
Sainte Castille (ou sainte Casilde) est vénérée à Briviesca, où se déroulait un pèlerinage.
Elle a été représentée par Murillo et Francisco de Zurbarán dans les riches habits de son époque.
Francisco Bayeu la représenta dans trois des onze fresques qu'il réalisa pour le cloitre de la cathédrale de Tolède : Charité de sainte Casilda (1779),  Mort de sainte Casilda et Miracle de sainte Casilda  (1779).
Sa fête a été fixée au 9 avril.

## Sources
- Le petit livre des saints - Rosa Giorgi - Larousse - 2006 - page 216 -  (ISBN 2-03-582665-9)

- (it) Cet article est partiellement ou en totalité issu de l’article de Wikipédia en italien intitulé « Casilda da Toledo » (voir la liste des auteurs).